# Канибек Осмоналієв
Канибек Осмоналієв (19 листопада 1953) — радянський важкоатлет.
Олімпійський чемпіон 1980 року в найлегшій вазі.